# Когнитивен дисонанс
Когнитивният дисонанс (или познавателното противоречие) е състояние, определяно като сблъсък в съзнанието на индивида между неговите убеждения, знания, нагласи и новопостъпила от околната среда информация, която им противоречи. Теорията за когнитивния дисонанс е изградена върху допускането, че човек е мотивиран да поддържа съгласуваност или консонанс между двойки релевантни когниции, като понятието когниция се отнася до всяко познание или убеждение за себе си, за поведението или средата. Когнициите X и Y се считат за дисонантни, ако „от не-X следва Y“.
Понятието въвежда през 1956 г. Леон Фестингър (ученик на Курт Левин), като така обяснява динамиката на личните убеждения като начин за отстраняване на смислово конфликтни ситуации.
Когнитивният дисонанс е описан в книгата на Фестингър „Когато пророчеството не се сбъдне“ (When Prophecy Fails), публикувана през 1956 г. В нея той описва динамиката на убежденията и поведението на членове на последователи на култ към НЛО. Когато се оказва, че в предварително обявения ден Земята не е нападната от извънземни, много малка част от членовете на култа признават заблудата си, докато по-голямата част започват да вярват, че извънземните са отменили нападението заради тяхната вяра и действията, които са извършили, като така са спасили човечеството от гибел. Така Фестингър описва ситуация, в която индивидът е повече склонен да „напасне“ реалността към убежденията си, отколкото да приеме нови факти, които им противоречат.
Възможно обяснение на този феномен идва и от теорията за Аз-концепцията, според която индивидът поддържа позитивна представа за себе си, и информация, която противоречи на тази представа, се отхвърля или адаптира, за да послужи за подсилване на позитивното себевъзприятие.
Дисонансът може да бъде отслабен чрез промяна на една от дисонантните когниции, чрез намаляване на значението на дисонанса или чрез прибавяне на нова информация, която да подкрепя една от несъответстващите когниции или която по някакъв начин „примирява“ двата дисонантни елемента. Например човек може да отслаби дисонанса, създаван от когнициите „Аз пуша“ и „Пушенето причинява рак“, като спре да пуши, като отрича или омаловажава доказателствата, свързващи пушенето с рака, или като търси доказателства в подкрепа на свое убеждение, че двете нямат причинно-следствена връзка.